# Fredrik Posse (1820–1895)
Fredrik Salomon Albrekt Mauritz Posse, född den 15 oktober 1820 på Björnö i Åby socken, Kalmar län, död den 8 april 1895 i Karlskrona, var en svensk greve och militär. Han var sonson till Arvid Erik Posse av grevliga ätten Posse och far till Carl Posse.
Posse blev sergeant vid Smålands grenadjärbataljon 1837, fanjunkare i Smålands husarregemente 1841, underlöjtnant där 1842, löjtnant 1855, regementskvartermästare 1860 och ryttmästare 1860. Han beviljades avsked ur krigstjänsten 1870. Posse blev tillförordnad chef för Ottenby stuteri 1867 och hovstallmästare 1868. Han var ordinarie chef för nämnda stuteri 1870–1887. Posse arrenderade Stävlö i Åby socken och Visslö i Kläckeberga socken 1853–1878. Han ägde Stävlö i Åby socken och Kråksmåla i Förlösa socken 1878–1888. Posse blev riddare av Svärdsorden 1865 och kommendör av första klassen av Vasaorden 1873. Han vilar i den Posseska familjegraven på Åby kyrkogård.